# 疑年錄
《疑年錄》，凡四卷，清代錢大昕撰。
清儒錢大昕晚年撰有《疑年錄》，用於考訂古今人物生卒年有疑問而未能確定者，自漢代鄭玄以下至清初戴震凡229人，“有功经史者录之”，書名“取左氏‘有與疑年，使之年’語，名之曰疑年錄。”惜該稿件未及付梓。錢大昕卒後，吳修得此稿，又撰《續疑年錄》，補充至邵晋涵部，二書於嘉慶十八年合併刊行。200年來該書陸續有所補充。錢椒撰《補疑年錄》，陸心源撰《三續疑年錄》，張鳴珂撰《疑年赓录》，閔爾昌撰《五續疑年錄》。1925年張惟驤合编为《疑年錄匯編》，是為首次集結，全書共輯錄3928人之生卒年。日後夏敬觀又撰《疑年录续》和姜亮夫撰《六續疑年錄》等。1938年陳垣撰有《釋氏疑年錄》十二卷。吳玉貴撰有《資治通鑑疑年錄》，更正《資治通鑑》九百餘處錯誤。另外，錢氏《疑年录》所錄生卒年份頗多疏誤之處，余嘉锡撰《疑年录稽疑》，更正其中104人的錯誤。